# 抹醬
抹醬是一種通常塗在麵包和饼干等食物上的佐料。由於麵包和饼干沒有什麼口感，塗上抹醬後可以讓這些食物更好吃。常見的抹醬有黄油、乾酪、蛋黃醬、芥末醬、番茄醬、果醬、千島醬、塔塔醬、鮮奶油、人造奶油、蜂蜜、能多益以及肉酱 。抹醬與蘸醬不同，后者通常不涂在食物上。